# Brokenhearted (песня Брэнди)
«Brokenhearted» — песня американской соул-исполнительницы Брэнди из её дебютного студийного альбома Brandy (1994). Она была написана и спродюсирована Киппером Джонсом и Китом Краучем. По просьбе тогдашней главы Atlantic Records Сильвии Роун, песня была разработана на поздних этапах работы над альбомом. Под давлением Роун, Киппер должен был уложиться в срок, но страдал от творческого кризиса во время раннего процесса написания, и в конце концов пришёл к идее сладкой, угрюмой R&B баллады, которая посвящена боли первого разбитого сердца подростка.
Перезаписанная дуэтная версия песни с дополнительным вокалом от певца Вани Морриса из группы Boyz II Men и продюсированием датского продюсерского дуэта Soulshock & Karlin, была выпущена в качестве четвёртого и последнего сингла альбома в августе 1995 года. Музыкальные критики разделились во мнении, улучшил ли ремикс альбомную версию. В чартах песня «Brokenhearted» достигла места в топ-10 в Новой Зеландии и в американском Billboard Hot 100, став третьим хитом Норвуда в десятке лучших на родине. С тех пор песня получила золотой сертификат в США от Американской ассоциации звукозаписывающей индустрии (RIAA).
Музыкальное видео, в котором Норвуд мечтает о дуэте с Моррисом в большом особняке, было снято режиссёром Хайпом Уильямсом в Замке Охека на северном побережье Лонг-Айленда в июле 1995 года. На церемонии MTV Video Music Awards 1996 года «Brokenhearted» получил номинацию в категории « Лучшая операторская работа в видео». Норвуд и Моррис неоднократно исполняли свою версию песни, в том числе на церемонии вручения музыкальных наград Billboard 1996 года, на шоу Опры Уинфри и на нескольких других телевизионных выступлениях.

## Отзывы
Ларри Флик из Billboard отметил, что песня «сбрасывает темп до свободного балладного темпа, давая темповой ингениуме пространство, чтобы растянуть и исследовать душевные параметры её голоса». Он отметил, что дуэтная версия с Моррисом «добавляет мускулов к её и без того значительной программной мощи. Она пронесётся по нескольким форматам, как прохладный, освежающий ветерок». Коллега Флика по Billboard Крис Уильямс считает, что «альбомная версия имеет больше импульса, хотя она все так же приглушена и минималистична. Это подросток, поющий о том, как проходит жизнь после разрыва отношений. Но текст настолько взрослый, что его легко могли бы спеть такие артисты, как Tamia или Дебора Кокс». Стив Балтин из Cash Box заявил, что «эта песня — „smash“». Он добавил, что Брэнди и Моррис «могут попасть на вершину чарта случайно. Но неизбежный успех этого сингла не будет случайностью, так как стоит ожидать серьёзной поддержки этой проникновенной баллады. Прямолинейный R&B-номер, песня отличается приятной гармонией и впечатляющим пением двух суперзвёзд. Невозможно не впечатлиться тем, как они работают вместе».
В своей рецензии для Entertainment Weekly Димитрий Эрлих написал: «Беспроблемная бездушная баллада „Brokenhearted“, в которой звучат сахариновые чувства, наложенные на заурядные аранжировки, — это что-то вроде „Лоуренс Уэлк встречает Мэри Джей Блайдж“. Если вы „хотите быть на дне“, как провозгласил первый хит Брэнди, то совместная работа с миловидным вокалистом Ваньей Моррисом […] — это неправильный путь». Райли Джексон, написавший рецензию для The Nevada Sagebrush, назвал эту песню ещё одним «примером песни с отличным ремиксом, которая продолжает быть более актуальной, чем оригинал». С участием вокалиста Boyz II Men Ваньи Морриса, трек представляет собой типичный мрачный медленный джем в стиле R&B, но также показывает позитивную сторону сердечных страданий […]". Грант Ринднерфельт из Oprah Daily написал, что «Бренди сказала, что не чувствовала особого вдохновения в день записи „Brokenhearted“, но вам трудно будет сказать, что она уверенно тянется в верхнем и нижнем регистрах и отскакивает от гулкого, проникновенного фортепиано». В рецензии для Vibe Лела Олдс написала, что «независимо от того, слушаете ли вы альбомную версию или ремикс с участием тогдашнего бойфренда и участника Boyz II Men Вани Морриса, при прослушивании „Brokenhearted“ у вас не будет другого выбора, кроме как заставить свои пальцы щёлкать».

## Музыкальное видео
Норвуд воссоединилась с Хайпом Уильямсом, режиссёром её предыдущих клипов на песни «I Wanna Be Down (Human Rhythm Hip Hop Remix)» и «Baby», чтобы снять визуальную версию песни «Brokenhearted». Съёмки проходили в Замке Охека, особняке, расположенном на северном побережье Лонг-Айленда, в Вест-Хиллз, штат Нью-Йорк. Норвуд и Моррис, которые снимали свои сцены по отдельности, не появляются в клипе вместе, хотя в «Brokenhearted» смешаны несколько их сцен.

## Список треков
Все треки написаны Keith Crouch и Kipper Jones.
| №  | Название                        | Продюсеры                             | Длительность |
| -- | ------------------------------- | ------------------------------------- | ------------ |
| 1. | «Brokenhearted» (Soulpower Mix) | Crouch Soulshock & Karlin [англ.] [a] | 4:49         |
| 2. | «Brokenhearted» (LP Version)    | Crouch                                | 5:52         |

| №  | Название                               | Продюсеры                     | Длительность |
| -- | -------------------------------------- | ----------------------------- | ------------ |
| 1. | «Brokenhearted» (Soulpower Mix)        | Crouch Soulshock & Karlin [a] | 4:49         |
| 2. | «Brokenhearted» (Soulpower Groove Mix) | Crouch Soulshock & Karlin [a] | 4:47         |
| 3. | «Brokenhearted» (Acoustic Mix)         | Crouch                        | 5:18         |
| 4. | «Brokenhearted» (LP Version)           | Crouch                        | 5:52         |

- ↑  дополнительный продюсер

## Чарты

### Еженедельные чарты
| Чарт (1995)                           | Высшая позиция |
| ------------------------------------- | -------------- |
| Канада Retail Singles (The Record)    | 22             |
| Новая Зеландия (Recorded Music NZ)    | 6              |
| США (Billboard Hot 100)               | 9              |
| 11                                    |                |
| США (Billboard Hot R&B/Hip-Hop Songs) | 2              |
| США (Billboard Rhythmic)              | 5              |

## Сертификации
| Регион                                                      | Сертификация | Продажи  |
| ----------------------------------------------------------- | ------------ | -------- |
| США (RIAA)                                                  | Золотой      | 500 000^ |
| ^ Данные о тиражах приведены только на основе сертификации. |              |          |